# Patrizia Reggiani
Patrizia Reggiani Martinelli (Vignola, Província de Mòdena, 2 de desembre de 1948) és una personalitat pública italiana, exesposa del que fou propietari de l'empresa Gucci, Maurizio Gucci. Durant la dècada de 1980, mentre va estar casada amb Maurizio Gucci, va estar en contacte amb l'alta societat i els personatges del món de la moda de luxe. A finals de 1998 va ser partícip d'un escàndol judicial en què va resultar culpable d'haver assassinat el seu marit a través d'un sicari.

## Infància, adopció i matrimoni amb Maurizio Gucci
Patrizia Martinelli va néixer a Vignola, província de Mòdena, al nord d'Itàlia. Va créixer en la pobresa i mai no va conèixer el seu pare biològic. Quan Patrizia tenia 12 anys, la seva mare es va casar amb el ric empresari Ferdinando Reggiani, que més tard va adoptar Patrizia. El 1973 va contraure matrimoni amb Maurizio Gucci, amb qui va tenir dues filles, Allegra i Alessandra. El 2 de maig de 1985, després de 12 anys de matrimoni, Maurizio va deixar Patrizia per una dona més jove, excusant-se en un curt viatge de negocis. Mai no va tornar a casa. El 1991, Patrizia i Maurizio Gucci es van divorciar oficialment. Tal com s'havia acordat, Patrizia Reggiani va adquirir l'equivalent a 500.000 dòlars anuals, segons el dret d'aliments. El 1992 se li va diagnosticar un tumor cerebral, que va poder ser eliminat sense conseqüències negatives. El 27 de març del 1995, el seu marit va ser assassinat per un sicari contractat per Patrizia, que el va disparar quan entrava a l'oficina a treballar.

## Judici i presó
El 31 de gener de 1997, Patrizia Reggiani va ser arrestada, i el 1998 va ser condemnada per organitzar l'assassinat del seu marit, Maurizio Gucci, fet que el va portar a una sentència de 29 anys de presó. El judici va tenir una gran repercussió als mitjans de comunicació i es va començar a conèixer Reggiani com la "vídua negra". Les filles van reclamar l'anul·lació de la sentència, declarant que el seu tumor cerebral havia afectat la seva personalitat. El 2000, un tribunal d'apel·lacions de Milà va mantenir la condemna, però va reduir la sentència a 26 anys. Aquell mateix any, Reggiani va intentar suïcidar-se amb el cordó d'una sabata, encara que van aconseguir salvar-la.
L'octubre de 2011 se li va oferir el tercer grau, encara que el va rebutjar declarant: "mai no he treballat a la meva vida i per descomptat no començaré ara". La seva llibertat es va produir finalment a l'octubre del 2016 després de 18 anys. La sentència es va escurçar per bon comportament.
El 2017 se li van atorgar 900.000 lliures anuals per part de l'empresa Gucci. Aquest fet va ser degut a un acord signat el 1993. El tribunal també va aprovar el pagament tardà a favor seu durant la seva estada a la presó, acumulant més de 16 milions de lliures.

## Pel·lícula
Al novembre de 2019 es va anunciar que el director Ridley Scott realitzaria una pel·lícula anomenada House of Gucci sobre el matrimoni i l'assassinat de Patrizia cap al seu exmarit, amb Lady Gaga representant Patrizia i Adam Driver com a Maurizio. La pel·lícula s'estrenà al novembre de 2021.